# Deinypena laportei
Deinypena laportei is een vlinder uit de familie spinneruilen (Erebidae). De wetenschappelijke naam is voor het eerst geldig gepubliceerd in 1974 door Berio.
De soort komt voor in tropisch Afrika.